# Otto II (książę Meranii)
Otto II (ur. ok. 1218, zm. 19 czerwca 1248 na zamku Niesten) – hrabia-palatyn Burgundii (jako Otto III) i hrabia Andechs, tytularny książę Meranii (jako Otto VIII) i margrabia Istrii.

## Życiorys
Otto był jedynym synem Ottona I, hrabiego Andechs, księcia Meranii i margrabiego Istrii, oraz Beatrycze II (zm. 1231), hrabiny Burgundii, córki Ottona I Hohenstaufa. W chwili śmierci ojca był niepełnoletni i do 1236 pozostawał pod opieką swojego stryja, biskupa Bambergu Ekberta oraz hrabiego Tyrolu Albrechta III, z którego córką Elżbietą Otto był zaręczony i potem (najpóźniej w 1239) poślubił. 
Po dojściu do lat sprawnych próbował zabezpieczyć swoje posiadłości w Burgundii i Bawarii, co udało mu się tylko częściowo. Hrabstwo Burgundii, zastawione jeszcze w 1227 hrabiemu Szampanii, zaraz po upływie okresu zastawu musiał w 1242 ponownie zastawić, tym razem księciu Burgundii Hugonowi IV na okres do 1248, aby uzyskać fundusze na walkę o inne posiadłości. Od 1238 musiał walczyć w książętami bawarskimi z rodu Wittelsbachów próbującymi odzyskać bawarskie posiadłości rodu Andechsów, które musieli oddać na podstawie układu z 1228. Swoje rządy Otto koncentrował na posiadłościach we Frankonii i dolinie Inn, tam m.in. w 1239 potwierdził prawa miejskie Innsbruckowi. Potem oddał administrację nad tym miastem swemu teściowi, Albrechtowi III z Tyrolu, aby zapobiec utracie go na rzecz Wittelsbachów. Ponieważ Wittelsbachowie przeszli na stronę cesarza Fryderyka II, a do 1246 zagarnęli górnobawarskie posiadłości Andechsów, Wolfratshausen i Andechs, Otto w 1246 przyłączył się do partii papieskiej, co sprowadziło na niego niełaskę cesarza Fryderyka II. Utracił dobra w Burgundii i w dolinie Inn.
Bezpotomna śmierć Ottona w 1248, a następnie jego stryja Bertolda w 1251, oznaczała wygaśnięcie męskiej linii rodu Andechsów. Po śmierci Ottona rozeszła się pogłoska, że został otruty. Pochowano go w klasztorze Langheim. Pozostałe posiadłości rodu, których nie przejął cesarz ani książęta bawarscy, trafiły w ręce potomków sióstr Ottona. Nabytki, jakie poczynili przy tej okazji burgrabiowie Norymbergi, stanowiły ważny etap w rozwoju ich posiadłości. Wdowa po Ottonie, Elżbieta, wyszła po jego śmierci ponownie za mąż, za hrabiego Gebharda z Hirschbergu.